# Stelis pudens
Stelis pudens är en orkidéart som beskrevs av Carlyle August Luer. Stelis pudens ingår i släktet Stelis och familjen orkidéer. Inga underarter finns listade i Catalogue of Life.